# Rhipidia succentiva
Rhipidia succentiva är en tvåvingeart som först beskrevs av Alexander 1941.  Rhipidia succentiva ingår i släktet Rhipidia och familjen småharkrankar.
Artens utbredningsområde är Peru. Inga underarter finns listade i Catalogue of Life.